# VOX (német televízióadó)
A VOX (vagy Vox) egy német nyelvű televíziós csatorna, amelynek székhelye Köln városában található. A csatorna az RTL Group része, amely Európa vezető szórakoztatóvállalatának számít. A VOX 1993. január 25-én indult. A műsorán legfőképpen amerikai filmeket és sorozatokat, valamint dokumentumfilmeket sugároznak. A csatorna 99,7%-a a VOX Holding GmbH cég tulajdonában van, a további 0,3% a DCTP médiavállalat tulajdonában áll. Nézettsége a 2011–12-es évadban 5,6% volt.
Európában (így Magyarországon is) kódolatlanul elérhető a keleti 19,2 fokon üzemelő Astra műholdról. Ugyanezen műholdról fogható az osztrák és a svájci reklámblokkos változata is. A csatorna HD változata, a VOX HD is elérhető szintén erről a műholdról a HD+ csomag keretében 2009. november 1. óta.

## Műsorai
- Ally McBeal[8]
- Amynek ítélve
- Bostoni halottkémek
- Boston Legal – Jogi játszmák
- Boston Public
- Close to Home
- CSI: New York-i helyszínelők[9]
- A dadus
- Életfogytig zsaru
- Esküdt ellenségek: Bűnös szándék
- Everwood
- A férfi fán terem
- A főnök
- Grimm
- Harmadik műszak
- Házi barkács
- Hazudj, ha tudsz![10]
- Lépéselőnyben
- McLeod lányai[11]
- mieten, kaufen, wohnen
- Minden lében négy kanál
- Orvos detektívek
- Providence
- Pszichozsaru
- Quinn doktornő
- Shark – Törvényszéki ragadozó
- Sírhant művek
- Szívek szállodája
- Született detektívek
- The Hour of Power
- The Perfect Celebrity Dinner
- Tuti gimi